# Okichitaw

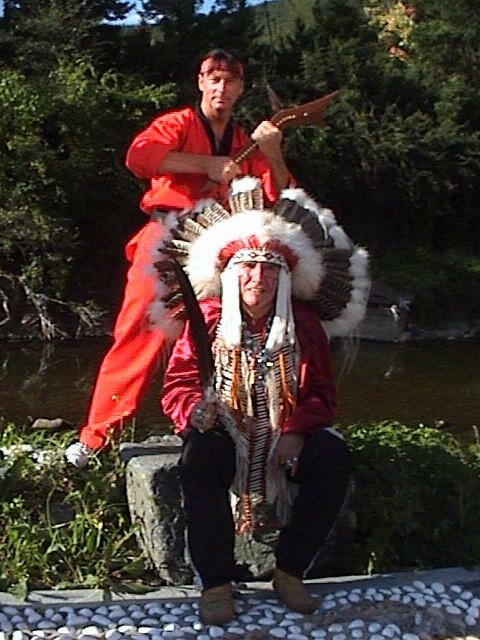
George Lépine (hinten) mit einer Gewehrschaft-Keule (der traditionellen Wurfkeule der nordamerikanischen Indianer).

Okichitaw ist ein Kampfkunststil, der auf den traditionellen Kampftechniken der Cree-Indianer aufbaut.  Begründet wurde Okichitaw vom Kanadier George J. Lépine.

## Etymologie
Der Begriff Okichitaw ist vom Cree-Wort okichitawak abgeleitet, einer Ehrenbezeichnung für Cree-Krieger, die sich im Kampf bewährt hatten. Okichitawak wurde zu Okichitaw modifiziert, damit es für englischsprachige Zungen leichter auszusprechen ist.

## Geschichte
George Lépine ist ein Michif Cree (Assiniboine) von Manitoba, der im Geiste der traditionellen Cree-Kultur erzogen wurde.  Schon als Jugendlicher hat er sich intensiv mit dem traditionellen indianischen Ringkampf, mit Tomahawk-Werfen und indianischen Nahkampftechniken befasst (miche che kiske). Er beschäftigte sich auch intensiv mit ostasiatischen Kampfkünsten und hat den Schwarzen Gürtel sowohl in Taekwondo als auch in Hapkido erworben. In den frühen 1990er Jahren hat er angefangen, alle Kampftechniken der Cree zu dokumentieren und zu systematisieren. Angereichert mit ostasiatischen Kampftechniken ist daraus das heutige Okichitaw entstanden. Das Haupttrainingscenter (mistiko kamik) für das Okichitaw ist das Native Canadian Centre von Toronto.

## Waffen
In der Kampfkunst Okichitaw wird vor allem mit der Gewehrschaft-Keule (engl. gunstock war club) und dem Langmesser geübt. Anfänger lernen zunächst die Handtechniken ohne Waffen. 
Weiter Fortgeschrittene üben später mit dem Tomahawk statt mit der Gewehrschaft-Keule. Dazu gehören auch die Tomahawk-Wurftechniken. Der Tomahawk ist etwas schwerer als die Gewehrschaft-Keule, die Techniken sind aber sehr ähnlich.